# Futsal Azeméis
El Futsal Clube Azeméis es un club portugués de fútbol sala de la ciudad de Oliveira de Azeméis que actualmente compite en Primera División, fundado en el año 2004.

## Historia
En la temporada 2008-09 finaliza campeón en la Primera División del campeonato organizado por la Asociación de Fútbol del Distrito de Aveiro, consiguiendo el ascenso a Tercera División, compitiendo a nivel nacional. En esta categoría permanece 4 temporadas, hasta que finalmente vuelve a descender al campeonato de su Distrito.
Tras 2 temporadas, vuelve a finalizar campeón de la Primera División del Distrito de Aveiro y, con la Tercera División ya extinta, consigue por primera vez en historia el ascenso al fútbol profesional, quedando encuadrado en la Serie C de la Segunda División, donde debutaría en la temporada 2015-16. Esa misma temporada, finaliza 2º en liga regular, consiguiendo así clasificar para la disputa de la liguilla final de la Zona Norte, donde 6 equipos se disputarían 1 plaza de ascenso a ida y vuelta. Con un balance de 5 victorias y 5 empates queda 1º y se garantiza un hueco en la Primera División. En una eliminatoria a ida y vuelta vence al Os Vinhais (campeón de la Zona Sur), proclamándose campeón de la Segunda División.
En su debut en la máxima categoría consigue un meritorio octavo puesto, clasificándose para los playoffs de lucha por el título, siendo eliminado en cuartos de final por el Sporting CP.

## Plantilla 2018/2019
Para la temporada 2018-19, la plantilla del club es la siguiente:
|    | Nac.     | Nombre                         | Sobrenombre     | Puesto    |
| -- | -------- | ------------------------------ | --------------- | --------- |
| 1  | Portugal | Joel José Silva                | Joel Silva      | Portero   |
| 19 | Portugal | Cristiano Galvão Parreiro      | Cristiano       | Portero   |
| 20 | Portugal | Rafael Gonçalves Tavares       | Rafael Tavares  | Portero   |
| 12 | Portugal | Paulo Jorge da Silva Major     | Paulo Major     | Cierre    |
| 18 | Portugal | Fernando Samuel Silva Nogueira | Samuel Silva    | Universal |
| 3  | Portugal | João Carlos Rodrigues Couto    | João Couto      | Ala       |
| 2  | Portugal | Rúben Filipe Assunção Freire   | Rúben Freire    | Ala       |
| 8  | Brasil   | Emerson Batista Ribeiro        | Emerson         | Ala       |
| 9  | Brasil   | Ruan de Lima Silvestre         | Ruan Silvestre  | Ala       |
| 13 | Portugal | João Micael Terra Silva        | João Micael     | Ala       |
| 14 | Portugal | Tiago André Ferreira de Sousa  | Tiago Sousa     | Ala       |
| 18 | Portugal | Sérgio Filipe Ferreira Costa   | Serginho        | Ala       |
| 24 | Portugal | Israel Fernando da Costa Alves | Israel          | Ala       |
| 26 | Portugal | Nuno Alexandre Moreira Vieira  | Côco            | Ala       |
| 77 | Portugal | João Filipe Pinheiro Augusto   | Quaresma        | Ala       |
| 13 | Brasil   | Rafael Marabolim Machado       | Rafael Lara     | Ala-pivot |
| 4  | Portugal | Telmo Ricardo Martins Tavares  | Telmo Canavarro | Pivot     |
| 10 | Portugal | Vítor Manuel Francisco Pacheco | Vitinha         | Pivot     |
| 99 | Brasil   | Jean Gomes da Conceição        | Jacaré          | Pivot     |

Entrenador:  Paulo Tavares

## Trayectoria
| 2019-20                                         | 1ªD                                 |               |               |               | - |               |   |
| 2018-19                                         | 1ªD                                 | 9º            | -             | Cuartos final | - | Cuartos final | - |
| 2017-18                                         | 1ªD                                 | 6º            | Cuartos final | 4ª ronda      | - | Cuartos final | - |
| 2016-17                                         | 1ªD                                 | 8º            | Cuartos final | 4ª ronda      | - | Cuartos final | - |
| 2015-16                                         | 2ªD Serie C                         | /             | 1º            | Cuartos final | - | -             | - |
| 2014-15                                         | Camp.Distrital AF Aveiro 1ª Divisão | 1º · Asciende | -             | 3ª ronda      | - | No existe     | - |
| 2013-14                                         | Camp.Distrital AF Aveiro 1ª Divisão | 2º            | -             | -             | - | No existe     | - |
| 2012-13                                         | 3ªD Serie B                         | 10º           | -             | 3ª ronda      | - | No existe     | - |
| 2011-12                                         | 3ªD Serie B                         | 5º            | -             | 2ª ronda      | - | No existe     | - |
| 2010-11                                         | 3ªD Serie B                         | 8º            | -             | 3ª ronda      | - | No existe     | - |
| 2009-10                                         | 3ªD Serie B                         | 7º            | -             | 2ª ronda      | - | No existe     | - |
| 2008-09                                         | Camp.Distrital AF Aveiro 1ª Divisão | 1º · Asciende | -             | -             | - | No existe     | - |
| Datos actualizados hasta el 9 de julio de 2019. |                                     |               |               |               |   |               |   |

## Palmarés

### Torneos nacionales (1)
| Competición                        | Títulos | Subcampeonatos |
| ---------------------------------- | ------- | -------------- |
| Segunda División de Portugal (1/0) | 2015-16 |                |